# Christian Friedrich Adolf Burghard von Cramm

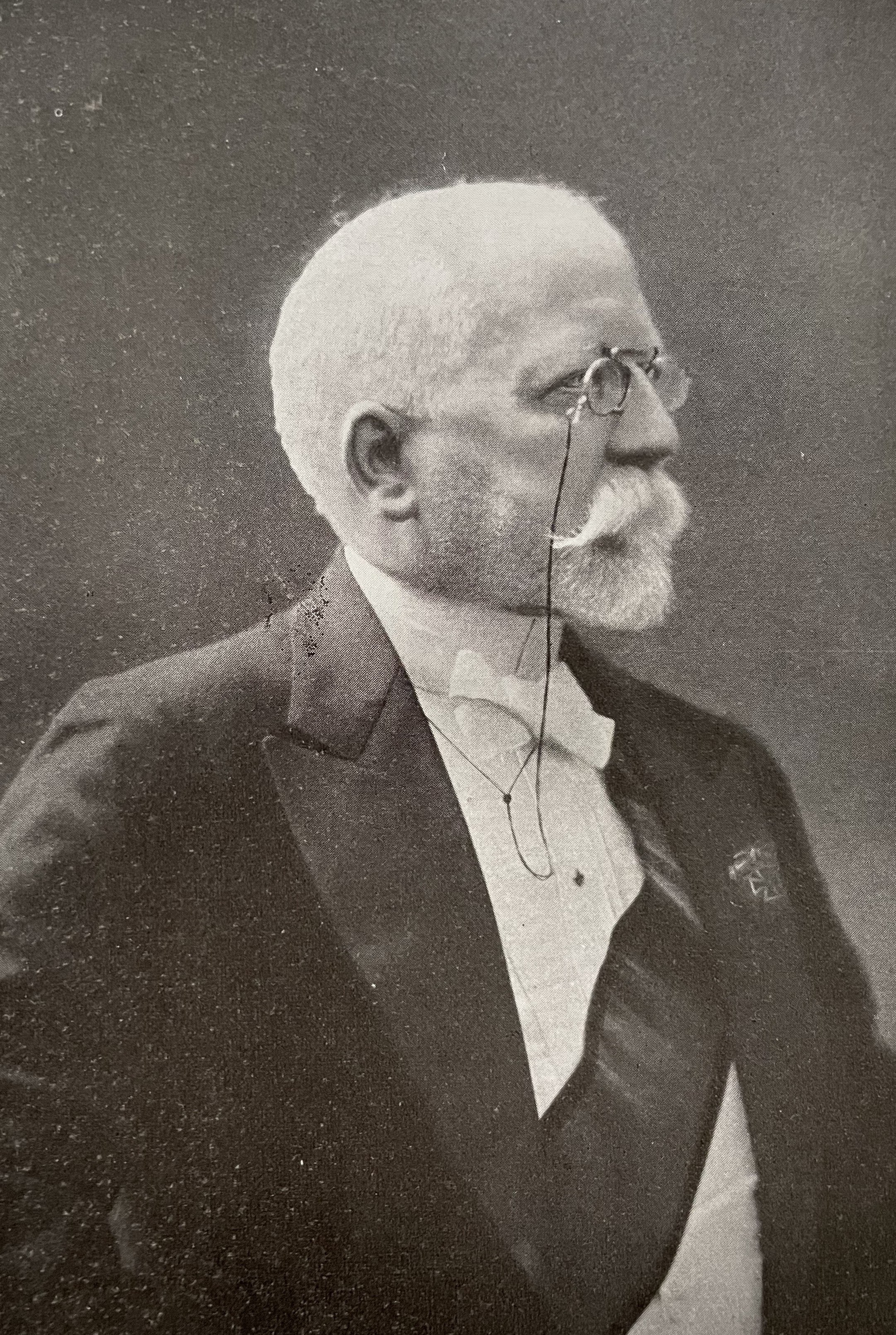
Burghard von Cramm

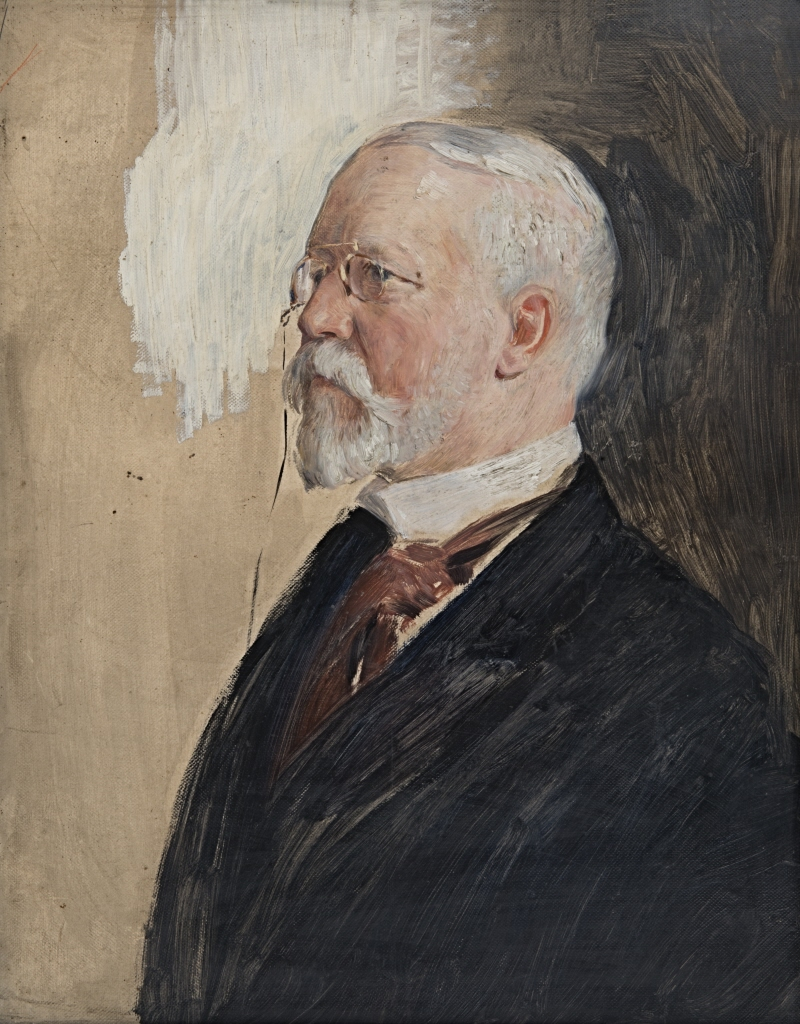
Portraitstudie des Freiherrn von Cramm-Burgdorf, gemalt von William Pape

Christian Friedrich Adolf Burghard Freiherr von Cramm(-Burgdorf) (Pseudonym C. von Horst, * 25. Januar 1837 in Lesse im Königreich Hannover; † 7. Februar 1913 in Blankenburg/Harz) war ein deutscher Autor und herzoglich-braunschweigischer Gesandter in Preußen.

## Leben
Burghard von Cramm stammte aus dem niedersächsischen Adelsgeschlecht Cramm und war der älteste Sohn des Karl August Adolph Burghard Freiherrn von Cramm und Ehefrau Emma, geb. von Walbeck, auf Schloss Burgdorf und Lesse. Ersten Unterricht erhielt er durch eine Gouvernante im elterlichen Hause und besuchte danach das Gymnasium in Braunschweig. 1864 war er Assessor im hannoverschen Staatsdienst.
1866 verließ er auf eigenen Wunsch seine Stelle, um Verwundete der Schlacht bei Langensalza zu pflegen. Im darauffolgenden Jahr trat er in den preußischen Staatsdienst als Regierungsassessor in Breslau. Im Oktober 1869 berief ihn der regierende Fürst Heinrich XIV. von Reuß (jüngere Linie) als Kammerherrn an seinen Hof in Gera und ernannte ihn zusätzlich zum Intendanten des Hoftheaters. Als Mitglied des Johanniterordens ging er 1870 freiwillig einige Zeit nach Frankreich, um die dort verwundeten deutschen Soldaten des Deutsch-Französischen Krieges zu pflegen. Bei seiner Rückkehr 1871, wurde er zum Hofmarschall des Fürsten Reuß (jüngere Linie) in Gera ernannt. 1875 verließ er den reußischen Hof, um auf Reisen zu gehen.

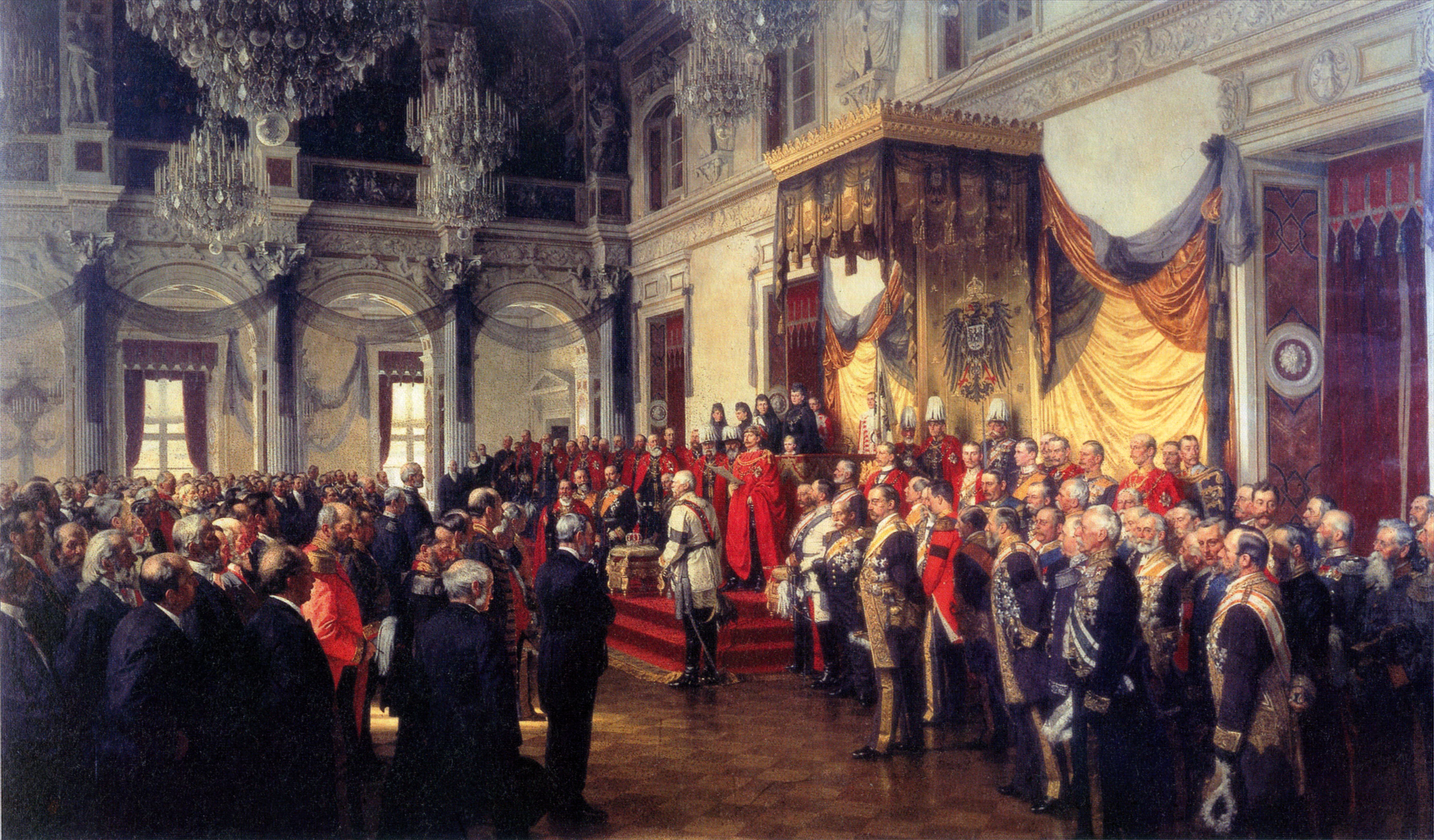
Bei der Reichstagseröffnung 1888 durch Kaiser Wilhelm II. war Burghard von Cramm anwesend und wurde auf dem Gemälde Anton von Werners gemalt.

Danach kehrte er auf Schloss Burgdorf zurück und blieb dort, bis er 1885 von der braunschweigischen Landesregierung zunächst als Geschäftsträger des Herzogtums Braunschweig in Berlin, dann als Ministerresident und Bevollmächtigter beim Bundesrat ernannt wurde. 1888 wurde er außerordentlicher Gesandter und bevollmächtigten Minister und 1889 Wirklicher Geheimrat. 1905 schied er endgültig aus dem Staatsdienst und ging zurück nach Burgdorf. Daneben betätigte er sich als Autor, teils unter Pseudonym. Er war Mitglied der Braunschweiger Freimaurerloge Carl zur gekrönten Säule.
Kaiser Wilhelm II., der von Cramm aufgrund seiner demokratischen Haltung und Nähe zu Arbeiterverbänden nicht leiden konnte, soll ihn einmal als „üble kleine Kröte“ beschimpft haben.
Burghard von Cramm war seit 1881 mit Margarete von Tschirschky und Boegendorff (* 1851, † 1919) verheiratet. Sie hatten die Söhne Heinrich, gefallen 1916 als Rittmeister, und Albrecht, Rittmeister bei den Braunschweiger Schwarzen Husaren, und die beiden Töchter Vally und Frederunde. Nachdem Burghard die Crammschen Güter vollständig verkauft hatte, erwarben die Nachfahren seines Bruders Karl August Rudolf von Cramm noch Güter in Nahrstedt und Westinsel bei Stendal.

## Publikationen (Auswahl)
- Aus Langensalza; ein Erinnerungsblatt. Meinhold, Dresden 1867.
- Schlittenrecht: Lustspiel in einem Acte. Fr. E. Köhler, Gera 1872.
- Meine Reichstags-Candidatur im Kreise Wolfenbüttel-Helmstedt 1881. Braunschweig, Limbach 1881.
- Höhen und Tiefen: zwei Erzählungen aus der großen Welt. Stilke, Berlin 1903.
- Aus der Chronik der Herzogin von Dino späteren Herzogin von Talleran und Sagan 1840-1862, herausgegeben von der Fürstin Anton Radziwill, einzig autorisierte Uebersetzung von Freiherr von Cramm [1911]
- Heitere Erinnerungen aus meinem Leben. Schwetschke, Berlin 1912.